# Polyester
Polyester er en kategori af polymerer, som indbefatter den funktionelle gruppe kaldet ester i hovedkæden. Selvom der er mange polyestre, bruges termen polyester ofte til at betegne det specifikke materiale polyethylentereftalat (PET). Polyestre inkluderer naturligt forekomne kemikalier såsom i plantekutikolas cutin, såvel som syntetiske materialer såsom polycarbonat og polybutyrat.
Polyester kan produceres i mange forskellige former såsom fibre, plader og tredimensionelle strukturer. Polyestre som termoplastikker kan skifte form efter tilførslen af varme. Selvom de er nedbrydelige ved høje temperaturer, har polyestre tendens til at trække sig væk fra flammer og slukke af sig selv ved antændelse. Polyesterfibre har høj brudstyrke og E-modulus såvel som lav vandabsorbering og minimal krympning i sammenligning med andre industrielle fibre.